# Hrastno
Hrastno este o localitate din comuna Šentrupert, Slovenia, cu o populație de 56 de locuitori.